# Franz Keim

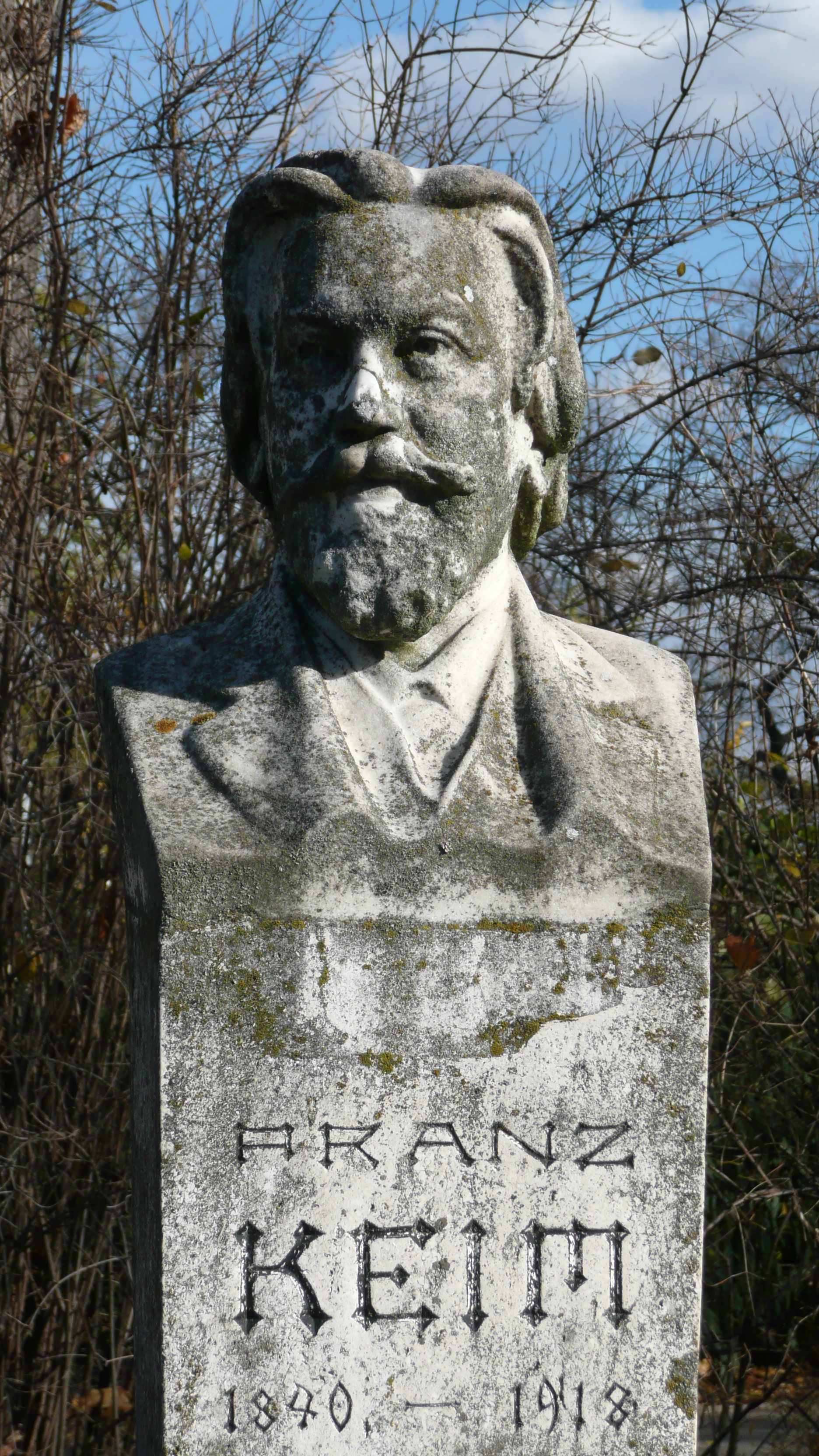
Denkmal für Franz Keim im Wertheimsteinpark in Wien

Franz Keim (* 28. Dezember 1840 in Stadl-Paura, Oberösterreich; † 27. Juni 1918 in Brunn am Gebirge, Niederösterreich) war ein österreichischer Schriftsteller.

## Leben
Franz Keim, der 1840 in Oberösterreich geboren ist, begann im Jahr 1860 an der Wiener Universität zu studieren. Da ihn seine Eltern finanziell nicht mehr unterstützen konnten, musste er das Studium vorzeitig abbrechen. Er begann verschiedene Tätigkeiten. So war er bei der Marine in Triest. Auch als Hauslehrer arbeitete er, genauso wie bei der Südbahngesellschaft. In dieser Zeit begann er mit seiner schriftstellerischen Arbeit und es entstand sein Drama Sulamith, das auch am Wiener Stadttheater und am Burgtheater aufgeführt wurde. Durch diesen Erfolg konnte er sein Studium weiterführen und 1874 schließlich abschließen.
Nach seinem Studium war er als Gymnasiallehrer in St. Pölten bis 1898 tätig. Dort kam er mit Rilke zusammen. Von 1902 lebte er bis 1913 in Wien-Döbling. Von dort zog er nach Brunn am Gebirge in das Haus Nr. 12 der Jugendstilhäuser in der heute nach ihm benannten Straße, wo er auch starb. Begraben ist er am Friedhof in einem Ehrengrab der Stadt Mödling.

## Wirken
Im Jahr 1908 erschien die erste Auflage von „Die Nibelungen. Dem Deutschen Volke wiedererzählt“ als Nummer 22 in Gerlachs Jugendbücherei des Wiener Verlags Gerlach & Wiedling. Der Text von Franz Keim war eine an Kinder gerichtete Neufassung des Nibelungenliedes und unterscheidet sich insofern von den anderen Bänden aus Gerlachs Jugendbücherei. Die Bilder und Ausstattung erfolgte durch den Gebrauchsgrafiker Carl Otto Czeschka. Nach Hans Ries zählen Czeschkas Nibelungen zu den Spitzenwerken der Buchillustration schlechthin.

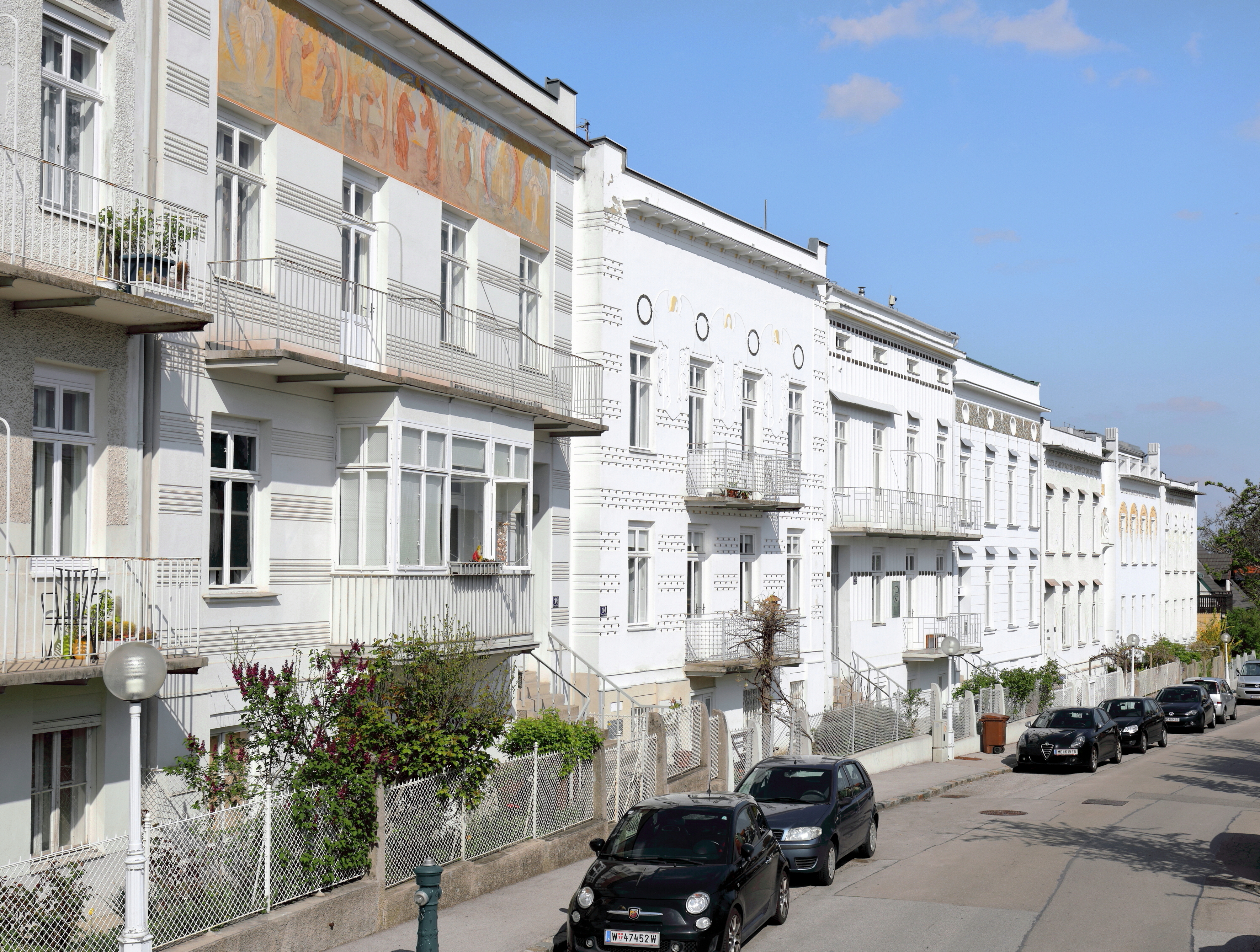
Die nach ihm benannte Franz Keim-Gasse in Brunn am Gebirge. Haus Nr. 12 war sein Wohn- und Sterbehaus

Keim hatte eine deutschnationale Gesinnung und schrieb vor allem Volksstücke aus der Geschichte Niederösterreichs.
- Gesammelte Werke, 5 Bände, 1912/13 (mit Autobiographie).
- Die Nibelungen, dem deutschen Volke wiedererzählt. Bilder und Ausstattung von C. O. Czeschka. Wien und Leipzig, 1908/09.

## Würdigung
Am 5. Oktober 1924 wurde im Wertheimsteinpark in Wien-Döbling (19. Bezirk) ihm zu Ehren ein Denkmal enthüllt. Im Jahre 1933 wurde in Wien-Donaustadt (22. Bezirk) der Keimweg nach ihm benannt, ebenso wie in Mödling die Franz Keimgasse. Am Haus Nr. 12 der nach ihm benannten Gasse in Brunn am Gebirge, wo er zuletzt lebte und starb, ist eine Gedenktafel angebracht.